# Leche de almendra
La leche de almendras es un alimento líquido elaborado a partir de almendras molidas ─o pasta de almendras─ y agua. Es consumida tanto pura como utilizada de ingrediente en recetas de cocina.

## Historia
Es una bebida que aparece en muchas recetas de origen medieval como alimento empleado en los platos cuaresmales y también en otras preparaciones no cuaresmales que actualmente se preparan con leche de vaca. Históricamente, la leche de almendras se denominaba en la Edad Media con la forma latinizada amygdalate. Era ampliamente consumida en los países europeos desde la península ibérica hasta el este de Asia. En la Edad Media la leche de almendras era conocida tanto en el mundo islámico como en el mundo cristiano. El libro de cocina medieval denominado el Viandier escrito por Guillaume Tirel (alias Taillevent) en los años 1375 hasta 1380 dedicado a los cocineros de los reyes franceses Carlos V y Carlos VI, contiene una receta para la leche de almendras. Antes del influjo procedente de la zona interior de China y después de la guerra civil china, la leche de almendras era una receta muy común en Taiwán, incluso más que la leche de soja. Algunos de los platos de la cocina tradicional española como la ginestada, o el potaje de farro empleaban la leche de almendras tal y como puede verse en el recetario del cocinero Robert de Nola Llibre de Coch. Algunas recetas tradicionales de la cocina medieval incluyen entre sus ingredientes principales la leche de almendras.
La leche de almendra es reconocida como producto agroalimentario tradicional en las regiones italianas de Sicilia, Calabria, Apulia y Campania.

## Elaboración
Se obtiene moliendo las almendras muy finamente y añadiendo agua, colando para separar el sólido tras la maceración. Se puede elaborar de forma casera: para ello la regla general es por cada sesenta almendras medianas (remojadas durante ocho horas en agua) colocar un litro de agua segura, licuar, y colar en un filtro de café. El líquido resultante es la bebida de almendras y el residuo se puede emplear en otras preparaciones.

## Confusión derivada por la denominación «leche»
Los consumidores interpretan que las «leches» vegetales son un sustituto directo de la leche de vaca, pero algunas de estas bebidas carecen del equilibrio nutricional de la leche de origen animal y son bajas en proteínas, grasas, calorías, hierro y calcio.
La leche de almendras puede contener cantidades similares de macronutrientes e incluso algunos de los micronutrientes, pero con otras cualidades nutricionales que la leche de animal, ya sea de vaca u otro mamífero.[cita requerida] Con la adecuada fortificación, las leches vegetales pueden llegar a ser "alternativas nutricionalmente equivalentes a la leche bovina". La recomendación es elegir bebidas fortificadas y que contenga al menos 6 g. de proteína por cada 250 ml.
En los países de la Unión Europea desde 2013 la legislación prohíbe el uso de la palabra "leche" para designar las bebidas vegetales.

Se entenderá por "leche" exclusivamente la secreción mamaria normal obtenida a partir de uno o más ordeños, sin ningún tipo de adición ni extracción.
Reglamento (UE) Nº 1308/2013 del Parlamento Europeo y del Consejo de 17 de diciembre de 2013. L 347/814